# Joel Casamayor
Joel Casamayor Johnson (Guantánamo, 12 luglio 1971) è un ex pugile cubano.

## Biografia

### Carriera tra i dilettanti
Soprannominato "El Cepillo", è annoverato tra i migliori pugili cubani dell'era moderna. Ebbe una carriera amatoriale di successo, avendo vinto la medaglia d'oro ai Giochi olimpici di Barcellona 1992; alla vigilia di Atlanta 1996 attirò su di sé una discreta attenzione mediatica abbandonando il ritiro della propria Nazione in Messico per rifugiarsi negli Stati Uniti d'America, assieme ad altri noti atleti cubani.

### Carriera tra i professionisti
Passato al professionismo subito dopo la sua defezione, fu campione mondiale in due categorie di peso. Vinse il titolo del mondo WBA dei pesi superpiuma nel 2000 e seppe difendere il campionato per due anni sino alla sua sconfitta contro Acelino Freitas. Dopo alcuni insuccessi in match titolati, decise di passare ai pesi leggeri, dove divenne campione WBC, The Ring e lineare nel 2006, prima di essere detronizzato dal messicano Juan Manuel Márquez. Seguirono quindi una fase di carriera altalenante ed infine il ritiro dall'attività agonistica, in concomitanza con una dura sconfitta subita da un emergente Timothy Bradley.